# Радомир Драшовић
Радомир Драшовић (Београд, 22. јул 1997) српски је ватерполиста.

## Каријера
Тренутно наступа за ВК Раднички из Крагујевца. Играо је за Црвену звезду, Партизан, Спорт менаџмент, Солнок и Нови Београд.
За репрезентацију Србије је до 2. фебруара 2024. одиграо 114 утакмица и постигао 123 гола.
Освојио је златну медаљу са репрезентацијом Србије на Олимпијским играма у Паризу 2024. године, у финалу Србија је победила Хрватску са 13:11.